# Misumena spinigaster
Misumena spinigaster är en spindelart som beskrevs av Cândido Firmino de Mello-Leitão 1929. 
Misumena spinigaster ingår i släktet Misumena och familjen krabbspindlar. Inga underarter finns listade i Catalogue of Life.